# Gili Cohen

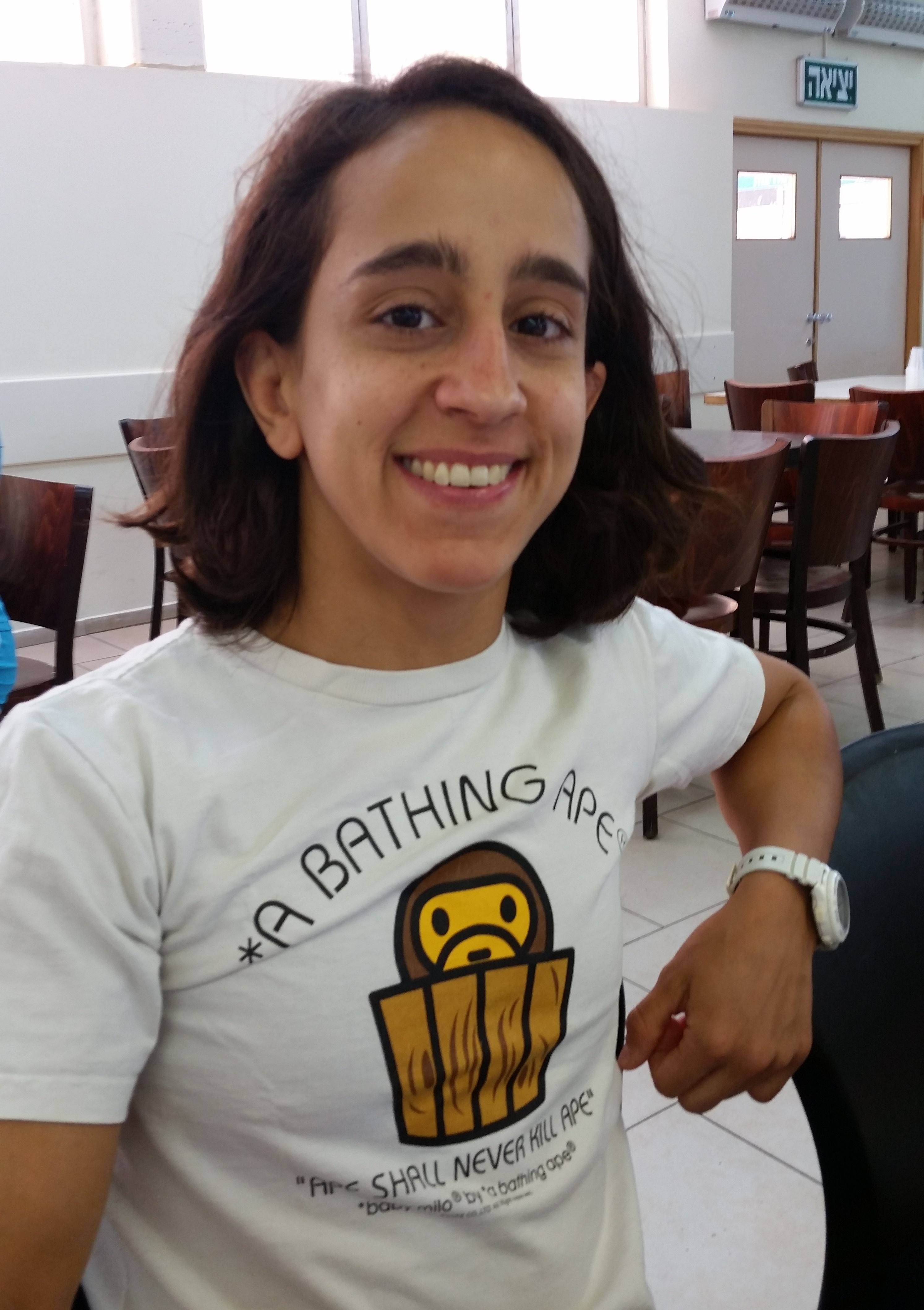
Gili Cohen (2016)

Gili Cohen hebräisch גילי כהן (* 19. Juni 1991 in Jerusalem) ist eine israelische Judoka. Sie kämpft in der Gewichtsklasse bis 52 kg (Halbleichtgewicht) und ist mehrfache Landesmeisterin. 
Bei den Junioren-Europameisterschaften (U23) gewann sie 2013 die Silbermedaille. Bei den Judo-Europameisterschaften in Montpellier erreichte sie 2014 Platz drei.
Beim Grand Slam in Baku 2016 traf Cohen im Finale auf Odette Giuffrida (Italien), die Weltranglisten-Zwölfte, welche als Favoritin auf die Matte ging, zumal sie vier von fünf früheren Begegnungen für sich entscheiden konnte. Eine Shido-Strafe gegen Giuffrida bescherte Gili Cohen ihre erste Goldmedaille bei einem Grand Slam. Durch diesen Erfolg platzierte sich Cohen unter die ersten zehn der Weltrangliste.
Bei den Olympischen Spielen in Rio de Janeiro 2016 gehörte Cohen zur israelischen Delegation. Sie musste erleben, „dass Joud Fahmy aus Saudi-Arabien, die für einen Kampf gegen sie gesetzt war, aus fadenscheinigen Gründen einen Kampf vorher abbrach, um nicht die Israelin treffen zu müssen.“ Cohen gelang nach einer sehr guten Saison 2016 in Rio de Janeiro kein olympischer Erfolg. Sie unterlag Christianne Legentil (Mauritius) und schied vorzeitig aus.
Beim Grand Slam in Abu Dhabi gewann Cohen 2017 die Bronzemedaille, trat allerdings (ebenso wie Tal Flicker, der Gold gewann) für die Internationale Judo-Föderation an, nicht für den Staat Israel. Ein Jahr später konnte die Judo-Föderation beim Gastgeber eine Gleichbehandlung der israelischen Judoka durchsetzen. Gili Cohen erreichte in Abu Dhabi 2018 einen dritten Platz.
2021 belegte Cohen bei den Europameisterschaften in Lissabon den siebten Platz, nachdem sie im Viertelfinale gegen ihre Landsfrau Gefen Primo verloren hatte. Bei den Olympischen Spielen in Tokio schied sie im Achtelfinale gegen die Belgierin Charline Van Snick aus.